# Би Шэнфэн
Би Шэнфэн (кит. упр. 毕胜峰, пиньинь Bì Shèngfēng, р.28 января 1989) — китайский борец вольного стиля, призёр чемпионатов Азии.

## Биография
Родился в 1989 году в Лайу (провинция Шаньдун). В 2009 году, выступая в весовой категории до 74 кг, принял участие в чемпионате мира, но занял лишь 9-е место.
Впоследствии перешёл в весовую категорию до 86 кг. В 2014 году стал 16-м на чемпионате мира. В 2015 году занял 7-е место на чемпионате Азии, и 24-е — на чемпионате мира. В 2016 году смог пройти отбор на Олимпийские игры в Рио-де-Жанейро, однако стал там лишь 19-м. В 2018 году стал бронзовым призёром чемпионата Азии.